# Набережная (Ярославская область)
Набережная — деревня в Брейтовском районе Ярославской области. Входит в состав Брейтовского сельского поселения.

## История
В 1965 г. Указом Президиума ВС РСФСР деревня Иван Святой переименована в Набережная.

## Население
| 2007 | 2010 |
| ---- | ---- |
| 22   | ↘15  |